# Міжнародна асоціація жонглерів
Міжнародна асоціація жонглерів (англ. International Jugglers' Association) — найбільша міжнародна некомерційна організація, що має на меті сприяння розвитку жонглювання. Організація була заснована у США у 1947 році. Організація проводить щорічний тижневий жонглерський фестиваль (найбільший у Північній Америці. Члени Міжнародної асоціації жонглерів також були засновниками Європейської жонглерської конвенції у 1978 році (найбільший жонглерський фестиваль у світі). Асоціація також випускає журнали «Jugglers' World» та «JUGGLE».

## Чемпіонат світу
Під егідою Асоціації щорічно (з 1969 року) під час фестивалю проводяться чемпіонати світу зі сценічного жонглювання (крім індивідуальних змагань також проводять командні (понад дві особи) та юніорські (жонглери, молодші 17 років) змагання).